# 泰里希島
泰里希島是法屬波利尼西亞的島嶼，屬於馬克薩斯群島的一部分，位於莫奧塔尼島東南300米，長1.14公里、寬0.48公里、海岸線長3.4公里，面積0.15平方公里，最高點海拔高度245米，島上無人居住。